# Planeta B
Planeta B é uma sitcom brasileira produzida e exibida pelo canal Multishow, escrita por Jovane Nunes e Victor Leal, do grupo de teatro Os Melhores do Mundo, e dirigida por César Rodrigues.

## Produção
A primeira temporada de Planeta B teve 24 episódios e foi exibida entre 10 de julho de 2017 e 5 de agosto de 2017, de segunda a sábado, às 22h30.
Escrita por Victor Leal e Jovane Nunes, a série que mistura humor, sátira política e ficção científica marca a estreia do grupo de teatro Os Melhores do Mundo em um programa autoral para televisão. “Vai ter a nossa cara, nosso tipo de humor para todas as idades. Sátira de política, religião, futebol, comportamento”, comentou o comediante Jovane Nunes em entrevista ao site Metrópoles.
Planeta B foi gravada entre fevereiro e maio de 2017, em um estúdio no Rio de Janeiro, e as filmagens foram divididas em duas partes. A primeira registrou as cenas passadas no espaço, a bordo da nave Arara 1. Já na segunda etapa, foram gravadas as cenas na Terra, em um acampamento provisório montado nos Lençóis Maranhenses. Este cenário contou ainda com uma plateia, que participou ativamente do programa como figurante. Na trama, o auditório encarna parte da população brasileira, que vai ao plenário improvisado para acompanhar as discussões e cobrar pelo futuro do país.
De acordo com Victor Leal, os núcleos da série têm identidades visuais distintas: “A parte da Terra tem auditório, é mais teatro. A nave é mais cinema”. 
O elenco é composto por Jovane Nunes, Adriana Nunes, Ricardo Pipo, Adriano Siri, Welder Rodrigues e Victor Leal, que são integrantes d'Os Melhores do Mundo e encarnam um personagem em cada núcleo da história. Já a carioca Esther Dias é a única integrante do elenco que não faz parte do grupo e interpreta apenas uma personagem na série.
Planeta B foi a primeira produção do Multishow toda gravada com tecnologia 4K. Para o diretor César Rodrigues, a alta qualidade da imagem faz com que a produção seja cada vez mais rigorosa com os detalhes em cena.
De acordo com o site Metrópoles, o grupo já trabalha no roteiro da segunda temporada.

## Sinopse
Chegamos ao ano de 2089 e o Brasil foi vendido à China, que quer que o território brasileiro seja desocupado o mais rápido possível. É no meio dessa confusão que a primeira missão espacial brasileira sai em busca de um novo planeta, a bordo da espaçonave "Arara 1". Enquanto isso, 300 milhões de brasileiros estão acampados nos Lençóis Maranhenses, tentando sobreviver sob o comando de um governo improvisado.

## Elenco e personagens

### Núcleo do Governo Provisório do Brasil
| Ator             | Personagem                          |
| ---------------- | ----------------------------------- |
| Welder Rodrigues | Presidente Olavo Jatobá             |
| Adriana Nunes    | Senadora Jussara                    |
| Ricardo Pipo     | Deputado Tetéu                      |
| Jovane Nunes     | Bispo Cafuringa / Cardeal Brasamora |
| Victor Leal      | Juiz Nascimento                     |

### Núcleo da Nave Arara 1
| Ator             | Personagem     |
| ---------------- | -------------- |
| Jovane Nunes     | Capitão Neymar |
| Adriana Nunes    | Paola          |
| Esther Dias      | Lia            |
| Victor Leal      | Dr. Luan       |
| Ricardo Pipo     | Tenente Wesley |
| Welder Rodrigues | Sebastiborg    |

### Participações especiais
| Ator          | Personagem                               |
| ------------- | ---------------------------------------- |
| não crediário | Bob Flyer                                |
| não crediário | Eric                                     |
| Manu Gavassi  | Greta/Josephine (serial killer espacial) |
| Ilva Niño     | Dona Fofinha                             |
| não crediário | Repórter Amanda                          |

## Descrição dos personagens
Adriana Nunes
No Brasil, ela é a senadora Jussara, a primeira-dama que sempre está ao lado do marido Olavo. Tem personalidade forte e é uma espécie de freio ao presidente. Já no espaço, a atriz dá vida a Paola, a engenheira da nave e única pessoa competente na função.
Esther Dias
É a única atriz do elenco da série que não faz parte da companhia teatral e interpreta a personagem Lia, uma alienígena que aparece na Arara 1 logo no primeiro episódio e se torna uma espécie de competição para Paola.
Jovane Nunes
O ator faz o Bispo Cafuringa, a autoridade religiosa do Brasil à frente do Peleísmo, em que Pelé é o Deus e os jogadores campeões do mundo são os santos. O outro papel do comediante é Capitão Neymar, o comandante da aeronave brasileira que, apesar de parecer durão e focado, é frágil e incompetente.
Ricardo Pipo
Na parte do que restou do Brasil, ele é o líder da oposição, o deputado Tetéu, que sonha em se tornar o presidente do país. Seu maior objetivo é ser contrário a qualquer atitude de Jatobá. No espaço, o ator faz o piloto da nave Arara 1, Wesley. Um homem cheio de medos e hipocondríaco.
Victor Leal
Um dos redatores do seriado, Victor faz o juiz Nascimento, uma autoridade que é ao mesmo tempo do judiciário e da polícia e cria e muda leis de acordo com a sua necessidade. O outro personagem interpretado pelo humorista é Luan, o médico da nave que esconde a sua orientação sexual.
Welder Rodrigues
Dá vida ao presidente Olavo Jatobá, um personagem que representa o coronelismo e o patriarcado e que vive de artimanhas. Mesmo assim, por ser bastante carismático, é popular entre os brasileiros. No núcleo do espaço, o ator interpreta Sebastiborg, um meio homem, meio máquina, o chefe de manutenção da Arara 1

## Lista de episódios

### 1ª temporada
| Num | Ord | Título                                       | Estreia             |
| --- | --- | -------------------------------------------- | ------------------- |
| 01  | 01  | Planeta Brasil                               | 10 de julho de 2017 |
| 02  | 02  | Contato Imediato De 10º Grau                 | 11 de julho de 2017 |
| 03  | 03  | Gol Da Alemanha                              | 12 de julho de 2017 |
| 04  | 04  | A Propaganda É A Mamata Do Negócio           | 13 de julho de 2017 |
| 05  | 05  | O Piróbio É Nosso!                           | 14 de julho de 2017 |
| 06  | 06  | Tá Russo!                                    | 15 de julho de 2017 |
| 07  | 07  | Quem Planta Vento, Colhe Tempestade          | 17 de julho de 2017 |
| 08  | 08  | A Revolta Das Máquinas                       | 18 de julho de 2017 |
| 09  | 08  | A Febre Do Pegaline                          | 19 de julho de 2017 |
| 10  | 10  | Rabo Preso!                                  | 20 de julho de 2017 |
| 11  | 11  | É Guerra, Santa!                             | 21 de julho de 2017 |
| 12  | 12  | Exame De Bêbado Não Tem Dono                 | 22 de julho de 2017 |
| 13  | 13  | Quem Com Feng Fere, Com Feng Será Ferido!    | 24 de julho de 2017 |
| 14  | 14  | À Meia Noite, O Seu Corpo Será Meu!          | 25 de julho de 2017 |
| 15  | 15  | 150 Bilhões De Perdão                        | 26 de julho de 2017 |
| 16  | 16  | Liso 9001                                    | 27 de julho de 2017 |
| 17  | 17  | Vão-Se Os Dados, Ficam Os Anéis              | 28 de julho de 2017 |
| 18  | 18  | Planeta B                                    | 29 de julho de 2017 |
| 19  | 19  | Guerra Dos Sexos                             | 31 de julho de 2017 |
| 20  | 20  | Baratas Me Mordam!                           | 1 de agosto de 2017 |
| 21  | 21  | Pra Trás É Que Se Anda                       | 2 de agosto de 2017 |
| 22  | 22  | Um Meteoro Contra Os Dinossauros Da Política | 3 de agosto de 2017 |
| 23  | 23  | As Aparências Esganam                        | 4 de agosto de 2017 |
| 24  | 24  | A Franga Pousou!                             | 5 de agosto de 2017 |